# Équipe cycliste Kunbao Sport Continental
L'équipe cycliste Kunbao Sport Continental est une équipe cycliste chinoise, active en 2019 et 2020 avec un statut d'équipe continentale.

## Kunbao Sport Continental Cycling Team en 2020[1]
| Cycliste     | Date de naissance | Nationalité | Équipe 2019                           |  |
| ------------ | ----------------- | ----------- | ------------------------------------- |  |
| Chen Xin     | 13 juillet 2000   | Chine       | Kunbao Sport Continental Cycling Team |  |
| Gao Hongyu   | 7 février 2001    | Chine       |                                       |  |
| Huang Jianye | 7 mars 2000       | Chine       | Kunbao Sport Continental Cycling Team |  |
| Jia Weihui   | 17 février 1997   | Chine       | Kunbao Sport Continental Cycling Team |  |
| Li Jiayuan   | 7 septembre 1998  | Chine       | Kunbao Sport Continental Cycling Team |  |
| Wang Bing    | 3 janvier 2001    | Chine       |                                       |  |
| Xue Guanhua  | 2 mai 1998        | Chine       | Kunbao Sport Continental Cycling Team |  |
| Yi Tegele    | 3 juillet 1998    | Chine       | Kunbao Sport Continental Cycling Team |  |
| Yu Jiahao    | 1er juillet 2000  | Chine       | Kunbao Sport Continental Cycling Team |  |
| Zeng Chao    | 3 janvier 2000    | Chine       | Kunbao Sport Continental Cycling Team |  |